# Parque provincial de la Sierra
El parque provincial de la Sierra Ing. Agr. Raúl Martínez Crovetto o Parque provincial de las Sierras de San José es un área natural protegida ubicada en el departamento Apóstoles en la provincia argentina de Misiones.

## Características generales
Fue creado mediante la ley provincial n.º 3221 sancionada el 22 de agosto de 1996 sobre terrenos fiscales de la Colonia Félix Ortiz de Taranco, cuya superficie totaliza aproximadamente 1088 ha y recibió su nombre en honor del profesor Raúl Martínez Crovetto, estudioso argentino altamente reconocido en la región.

(...) los siguientes inmuebles de propiedad del Estado provincial, ubicados en "Colonia Félix Ortiz de Taranco", Departamento Apóstoles, Municipio de San José:
 1) Lote 97. Nomenclatura Catastral: Departamento 01: Municipio 66; Sección 01; Parcela 517. Superficie: 418 ha.; 86 a.; 74 ca.
 2) Lote 100-B. Nomenclatura Catastral: Departamento 01; Municipio 66; Sección 01, Parcela 519. Superficie: 397 has.; 90 a.; 75 ca.
 3) Lote 101-B Nomenclatura Catastral: Departamento 01; Municipio 66; Sección 01, Parcela 526-B. Superficie: 271 ha.; 92 a.; 50 ca.

El parque se encuentra a unos 23 km de la localidad de San José, aproximadamente en la posición 27°44′S 55°33′O / -27.733, -55.550.
El objetivo de su creación fue preservar un espacio de transición entre el ambiente de las selvas mixtas característico del norte de la provincia, y el ambiente de los campos y malezales, propio del sur de Misiones y el norte de la provincia de Corrientes.
Su principal atractivo turístico es el alto grado de conservación del ambiente natural, preservado de los efectos de la actividad humana y 5 saltos o cascadas que pueden visitarse recorriendo un sendero peatonal de algo más de 2500 metros:
- Salto Colmena Milenaria
- Salto El Ceibo
- Salto Golondrina
- Salto La Gruta
- Salto Yateí

## Flora y fauna
La flora característica del ambiente de selva mixta incluye ejemplares de laurel (Nectandra saligna), guatambú (Balfourodendron riedelianum), cedro (Cedrela fissilis), laurel amarillo (Nectandra lanceolata), lapacho (Tabebuia) y cocó (Allophylus edulis), bajo los cuales se desarrollan las tacuaras bravas (Guadua trinii) y las pitingá (Chusquea uruguayensis). Alternan con estas especies ejemplares de palmito (Euterpe edulis) y pino paraná (Araucaria angustifolia). En ambiente de campos y malezas presenta pastizales de gramíneas, principalmente de Paspalum y Panicum, con algunos matorrales o arbustales alternados.
La fauna incluye venados (Mazama americana), zorros de monte (Cerdocyon thous), zorros de campo (Lycalopex gymnocercus), osos meleros (Tamandua tetradactyla), pacas (Cuniculus paca), acutís (Dasyprocta punctata), monos caí (Sapajus apella), aperiás (Cavia aperea) y ositos lavadores (Procyon cancrivorus), entre otros.
El parque se destaca por su riqueza ornitológica. Se ha registrado la presencia de ejemplares de tucán grande (Ramphastos toco); arasarí fajado (Pteroglossus castanotis); los carpinteros campestres (Colaptes campestris), blanco (Melanerpes candidus) y oliva manchado (Veniliornis spilogaster); las mosquetas media luna (Phylloscartes eximius), canela (Poecilotriccus plumbeiceps) y parda (Lathrotriccus euleri); los chincheros enano (Xiphorhynchus fuscus) y escamado (Lepidocolaptes falcinellus); los arañeros silbón (Myiothlypis leucoblephara) y coronado chico (Basileuterus culicivorus) y los fruteros corona amarilla (Trichothraupis melanops) y coronado (Tachyphonus coronatus), entre muchos otros.